# Bojrep

Bojrep z bojką uwiązany do kotwicy

Bojrep – cienka, mocna linka przywiązana jednym końcem do pięty kotwicy, drugim do bojki pokazującej na powierzchni wody położenie rzuconej kotwicy. Stosowana jest na płytkich akwenach. Nadmiar linki jest za każdym kotwiczeniem tak skracany, aby linka była jak najkrótsza i przez to precyzyjnie wskazywała położenie kotwicy (powinna być trochę dłuższa niż głębokość kotwiczenia). Stosowanie bojrepu jest szczególnie ważne w portach jachtowych, gdzie wiele jachtów stoi blisko siebie, gdyż precyzyjne wskazanie położenia kotwicy ułatwia rzucanie innych kotwic tak, aby uniknąć splątania lin w wodzie. Jednocześnie bojrep może być przydatny przy obróceniu "do góry nogami" kotwicy, która zaczepiła o coś w wodzie np. wystający korzeń, dlatego też lina ta powinna być dość mocna oraz mocowana w innym miejscu kotwicy niż szekla liny kotwicznej.